# باکانالیا

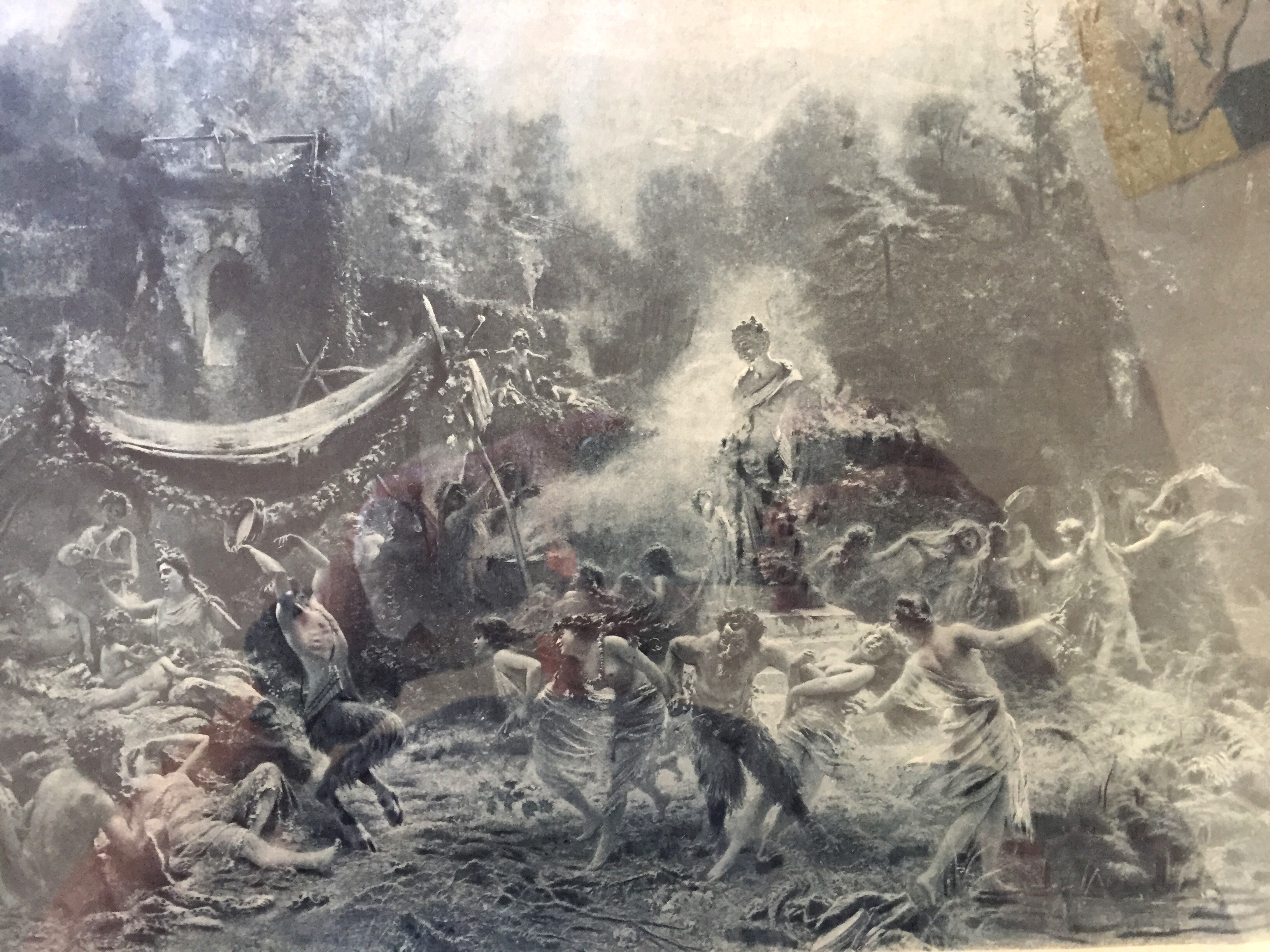
کنستانتین ماکوفسکی، باکانالیا، ۱۸۹۱

باکانالیا یا جشن باکوس یکی از جشن‌های رومی بود که از جشنی در ارتباط با خدای شراب، دیونیزوس یونانی منشأ گرفته بود که در یونان باستان این جشن بنام دیونیسیا برگزار می‌شد. در روم خدای شراب دیونیزوس به نام باکوس شناخته می‌شود. جشن باکانالیا به‌طور غیررسمی و با بودجه خصوصی توسط آغازگران «فرقه باکوس» برگزار می‌شد و احتمالاً در حدود ۲۰۰ سال پیش از میلاد از طریق مستعمرات یونانی در جنوب ایتالیا، به خود رم وارد شد. مانند همه فرقه‌های اسرارآمیز یونانی-رومی در جهان باستان، مناسک آن بسیار اندک شناخته شده‌است. به نظر می‌رسد. فرقه‌های اسرارآمیز یونانی-رومی، هر یک از فرقه‌های مخفی مختلف جهان یونانی-رومی بودند که تجربیات مذهبی را به افراد ارائه می‌دهد که توسط ادیان رسمی عمومی ارائه نمی‌شد و برای آغازکنندگان فرقه، مراسم پاگشایی ویژه ای برگزار می‌شد. مشخصه اصلی این فرقه‌ها رازداری مرتبط با خصوصیات مناسک تشرف به دین و انجام مناسک است. این فرقه‌ها شامل مناسک تشرف به دین پیچیده‌ای بودند که به نام «اسرار» نیز شناخته می‌شد. باکانالیا مراسم پاگشایی و جشنی است که به خدای رومی شراب باکوس اختصاص یافته‌است.
باکانالیا در ابتدا به صورت مخفیانه و تنها با حضور زنان در سه روز از سال برگزار می‌شد. بعدها، شرکت در جشن برای مردان نیز گسترش یافت و جشن‌ها حتی پنج بار در ماه برگزار شد و شامل آزادی جنسی، مستی و خلسه مذهبی بود. شهرت این جشن‌ها به عنوان عیاشی در سال ۱۸۶ قبل از میلاد منجر به صدور فرمانی از سوی سنای روم شد که بر اساس آن، برپایی جشن باکانالیا مگر در موارد و شرایط خاص در سراسر ایتالیا ممنوع شد.
در سال ۱۸۶ پیش از میلاد سنای روم تلاش کرد تا اندازه، سازمان و راهبان این فرقه را تحت تهدید مجازات اعدام کنترل کند. تیتوس لیویوس، که حدود ۲۰۰ سال پس از این واقعه نوشته شده‌است، روایتی پر از رسوایی و بسیار رنگارنگ از جشن باکانالیا، با آیین‌های دیوانه‌وار، اعمال خشونت‌آمیز جنسی از هر دو جنس، همه سنین و همه طبقات اجتماعی ارائه می‌دهد. او فرقه را به عنوان ابزار قتل‌عام و توطئه علیه دولت معرفی می‌کند. لیوی ادعا می‌کند که هفت هزار نفر از رهبران و پیروان فرقه دستگیر شدند و اکثر آنها اعدام شدند. لیوی بر این باور بود که رسوایی باکانالیا یکی از چندین نشانه زوال اخلاقی روم است. محققان مدرن رویکردی شکاکانه به ادعاهای لیوی دارند.
در سال ۱۸۶ پس از میلاد، روم باستان، که به‌طور قابل توجهی تساهل داشت، آزار و اذیت شدید پیروان کیش خدای باکوس را آغاز کرد. چیزی از این دست قبلاً هرگز در روم باستان مشاهده نشده بود و تا آغاز مسیحیت دوباره اتفاق نیفتاد.

## زمینه
این جشن در یونان باستان بنام دیونیسیا برگزار می‌شد، یکی از چندین جشن مربوط به خدای شراب بود. این جشن‌ها  احتمالاً به عنوان مناسک خدایان باروری سرچشمه گرفته‌اند. مشهورترین دیونیسیا یونانی در آتیکا بود و شامل دیونیسیای کوچک یا روستایی بود که با تشریفات ساده و قدیمی مشخص می‌شد. در این جشن خوشه‌های انگور حمل می‌شد. همچنین در روم باکانیلیا تقریباً به‌طور قطع با آیین بومی روم و با ایزد رومی لیبر مرتبط بود.
باکوس یک خدای رومی بود که عمدتاً با شراب، کشاورزی و باروری مرتبط بود. او همچنین حامی هنر و محافظ تئاتر بود. جشنواره‌های او، باکانالیا، به‌طور گسترده‌ای جشن گرفته می‌شد و غالباً شامل عیاشی‌های وحشیانه و هیجان‌انگیز بود. لیوی آیین باکوس را طاعونی می‌دانست که از جهان تمدن اتروسک سرایت کرده بود و رومی‌ها آن را منحط می‌دانستند. هنگامی که جامعه رومی شاهد گسترش فرقه باکوس شد، منجر به واکنش در مورد مسائل اخلاقی شد. اتروسک‌ها که از قبل از تأسیس رم در ایتالیا ساکن بودند و از همان ابتدا تجارت گسترده‌ای با یونان داشتند، بعدها به یکی از اولین منابع یونانی شدن در روم تبدیل شدند. این حتی قبل از رویارویی رومی‌ها با ایتالیای جنوبی یونان بود، که پس از آن به اصلاح فرهنگ و ذائقه رومی منجر شد، زیرا فرهنگ یونانی بسیار برتر تلقی می‌شد. با این حال، آیین باکوس در واقع همیشه بسیار محبوب بوده‌است، و گسترش آن در واقع تفاوت چندانی با گسترش سایر ادیان که در اصل یونانی، رومی شده بودند، نداشت. در واقع آنچنان که لیوی عنوان می‌کرد اتروسک‌ها در گسترش این فرقه مقصر نبودند.

## نوآوری توسطپاکولا آنیا
مذهب در روم اشرافی یک امر بسیار سازمان یافته سیاسی بود. کاهنان از خانواده‌های اشرافی رومی می‌آمدند و جشنواره‌ها یک امر دولتی بود که در طی آن کاهنان به ویژه برای انجام امور منصوب می‌شدند؛ بنابراین، فرقه‌های خاصی که بدون کنترل از دولت-شهرهای دموکراتیک در یونان گسترش می‌یافتند، برای دین رومی مناسب نبودند. به‌طور خاص، به نظر می‌رسد که فرقه باکوس زمانی مشکل ساز شد که توسط یک کاهن از شهر یونانی ناپل در شهر رم گسترش یافت. کاهن فرقه باکوس پاکولا آنیا این آیین را تغییر داده بود، از جمله مردانی که در آن حضور پیدا کردند. این کاملاً جدید بود، زیرا برای هزاران سال، مهمانی‌های مخفی «دیونیزیاک» فقط برای زنان برگزار می‌شد که باکا یا مائناد نامیده می‌شدند. آنها می‌توانستند در دیوانگی بنوشند و هر مردی که در حال جاسوسی دستگیر می‌شد احتمالاً کشته می‌شد. در حالی که باکوس همیشه در یونان جنوبی ایتالیا محبوب بود حتی پس از فتح، گسترش به رم به خودی یک مشکل سیاسی تبدیل شد زمانی که رومی‌های ثروتمند و مردمی شروع به شرکت و استفاده از آیین‌های باکانالیا برای توطئه مخفیانه کردند. این مراسم به صورت مخفیانه در جنگل انجام می‌شد و این آیین به صورت اسرار آمیزی سازماندهی می‌شد که فقط برای افرادی که عضو بودند آشکار می‌شد.
لیوی ادعا می‌کند که اولین نسخه از جشن باکانالیا فقط برای زنان باز بود و در سه روز از سال و در نور روز برگزار می‌شد. در حالی که در نزدیکی اتروریا، در شمال رم، یک «یونانی متبحر در و فال‌گویی» یک نسخه شبانه ایجاد کرده بود، شراب و ضیافت را به ترکیب اضافه کرده بود، و در نتیجه پیروان پرشور زنان و مردان را به دست آورد. نسخه شبانه باکانالیا شامل شراب‌خواری بیش از حد، مستی و اختلاط آزادانه جنسیت‌ها و طبقات بود. این مراسم همچنین شامل موسیقی با صدای بلند بود.

### ممنوعیت فرقه باکوس
بر اساس روایت لیوی، ابتدا به این فرقه و افراط در آن با یک اخطار رسمی هشدار داده شد. سنای روم دو سناتور را برای تحقیق در مورد این فرقه منصوب کرد. این تحقیق ادعا کرد که تحت پوشش دین، راهبان و پیروان این فرقه قوانین مدنی، اخلاقی و مذهبی را بدون مجازات می‌شکنند. افراد ضعیف النفس را می‌توان به دستور کسانی که مخفیانه این فرقه را در قلب رم کنترل می‌کردند، متقاعد کرد که قتل‌های مذهبی یا سیاسی را انجام دهند. لیوی ادعا می‌کند که این فرقه جذابیت خاصی برای افراد بی سواد و ذهن بی‌ثبات داشت و بیشتر جمعیت شهر حتی برخی از اعضای بالاترین طبقه رم درگیر آن بودند.
در سال ۱۸۶ پس از میلاد، روم باستان، که به‌طور قابل توجهی بردبار بود، شروع به آزار و اذیت شدید پیروان کیش خدای دیونیزوس یا باکوس کرد. چنین چیزی قبلاً هرگز در روم باستان مشاهده نشده بود، و تا آغاز مسیحیت یگانه رویداد از قلع و قمع یک فرقه باقی ماند. فرقه جدید پاکولا آنیا، که با همراهی دو پسرش به وجود آمده بود، این رسوایی را آغاز کرد که سرانجام منجر به صدور فرمان شد. پس از مدتی، سناتورهایی که گرد هم آمده بودند، تصمیم گرفتند با صدور فرمانی، تکثیر زیارتگاه‌های وقف شده به این خدا را محدود کنند. آنها تمام اقدامات لازم را برای از بین بردن این فرقه و پیروان آن برای همیشه انجام دادند. به نظر می‌رسد که سرکوب آنقدر خشونت‌آمیز بود که فرقه فقط در جنوب ایتالیا زنده ماند.

#### فرمان ممنوعیت
در سال ۱۸۶ قبل از میلاد، سنای روم فرمانی صادر کرد که به شدت مراسم باکانالیا، را که به افتخار باکوس  برگزار می‌شد، محدود کرد. تیتوس لیویوس گزارش می‌دهد که این آزار و اذیت به این دلیل بود که «هیچ چیز شریرانه، هیچ چیز شرم‌آوری وجود نداشت که در میان آنها انجام نشده باشد»
بر روی یک لوح برنزی که در سال ۱۶۴۰ در تیریولو، ایتالیا یافت شد، فرمان رومی چنین می‌گوید:
هیچ‌کدام از آنها به داشتن زیارتگاه باکوس فکر نکنند… هیچ‌کس، چه شهروند رومی، چه متحد لاتین یا متحد دیگر، فکرش را نداشته باشد که به جشن باکانالیا برود… چه کاهن باشد. هیچ‌کس، چه مرد و چه زن نباید پیرو شود. اجازه ندهید هیچ‌یک از آنها فکری برای حفظ یک حوزهٔ یا پیوند مشترک داشته باشند. کسی نباید که مرد یا زنی را از این فرقه ازدواج رسمی یا موقت کند. از این پس هیچ‌کس به توطئه، تبانی، نقشه کشیدن یا عهد مشترک بین آنها و خود یا تعهد به وفاداری به یکدیگر علاقه نداشته باشد. در صورت تخطی از احکام ذکر شده، مجازات مالی بر آنها وارد می‌شود. – فرمان مجلس سنای روم در مورد آداب باکوس.

## بعد از فرمان
از آن تاریخ به بعد، باکوس فقط با حضور حداکثر سه زن و دو مرد و حتی پس از آن فقط با مجوز رسمی قابل پرستش بود. اما در جنگل‌های دورافتاده مناطق روستایی جنوب ایتالیا، جایی که نفوذ یونانی همیشه قوی‌ترین بود، این آیین‌ها برای قرن‌ها ادامه یافت.